# Carl-Johan Bergman (journalist)
Carl-Johan Bergman, född i Grängesberg, är en svensk journalist.
Bergman inleddes journalistkarriären som allmänreporter på Dalarnas Tidningar år 2001 där han senare hade olika roller. Från år 2011 var han reporter på Expressen. Han återvände senare till DT.
I oktober 2014 blev Bergman chefredaktör för Dalarnas Tidningar, som bland annat ger ut Falu-Kuriren.
I februari 2018 utsågs Bergman till redaktionell chef för Mittmediakoncernen, vilket innebar att han fick ansvar för samordning av alla koncernens tidningar. Den redaktionella chefen sitter i koncernledningen och har samtliga chefredaktörer rapporterande till sig.